# 衡阳市少年儿童图书馆
衡阳市少年儿童图书馆，位于湖南省衡阳市先锋路49号，为湖南省最早成立的地市级少儿图书馆。

## 历史沿革
衡阳市少年儿童图书馆于1984年6月15日成立，1984年12月开馆。2001年，因蒸阳路修建，办公楼被全拆，随后搬去原衡阳市文化局办公。2009年，衡阳市图书馆开展维修改造工程，将原老书库改建为少年儿童图书馆的馆舍，少年儿童图书馆得以搬回。2013年被文化部评定为国家二级图书馆。

## 场馆建设
衡阳市少年儿童图书馆的中心馆馆舍面积2000平方米，拥有馆藏藏书11万册。图书馆内设读者服务中心、低幼读物借阅室、期刊借阅室、电子阅览室、自修室、综合文献借阅室、连环画阅览室、声像资料借阅室、青少年心理咨询室9个对外服务窗口。

## 活动
衡阳市少年儿童图书馆的“全市少年儿童读书”活动和“周末快乐读书”活动纳入到衡阳市全民读书月系列活动。“周末快乐读书”活动被中国文化部评为2015年全国“基层文化志愿服务典型案例”，还得到《图书馆报》的专题采访推广。